# 고소불가분의 원칙
고소불가분의 원칙(告訴不可分의 原則) 은 친고죄에서 고소의 효력과 범위를 나누는 것이 불가능하다는 법칙이다. 대한민국에서도 이를 인정하고 있다.

## 기타
친고죄는 같은 범죄에서는 가해자와 관계없이 항상 친고죄인 범죄와 가해자가 특수관계인 경우 (주로 친족상도례) 불가분의 범위가 문제가 된다. 대한민국에서는 전체가 관계있을 때는 적용하고, 그렇지 않을때는 관계없는자에 대한 고소로 관계있는 자가 고소되지는 않는다.

## 객관적 불가분의 원칙
한 개의 범죄사실의 일부분에 대한 고소 또는 그 취소는 그 범죄사실의 전부에 대하여 효력이 발생한다는 원칙이다. 한 개의 범죄의 불가분적 취급은 형사소송법의 기본원칙이므로 명문규정은 없으나 당연히 인정된다. 판례에 의하면 중한 강간미수죄가 친고죄로서 고소가 취소되었다 하더라도 경한 감금죄에 대하여는 아무런 영향을 미치지 않는다.

## 주관적 불가분의 원칙
친고죄의 공범 중 그 1인 또는 수인에 대한 고소 또는 그 취소는 다른 공범자에 대하여도 효력이 있다는 원칙이다. 반의사불벌죄인 출판물에 의한 명예훼손의 경우, 공범자 사이에 고소의 주관적 불가분의 원칙이 적용되지 아니한다.
친고죄의 공범 중 그 일부에 대하여 제1심판결이 선고된 후에는 제1심판결선고전의 다른 공범자에 대하여는 그 고소를 취소할 수 없고 그 고소의 취소가 있다 하더라도 그 효력을 발생할 수 없으며, 이러한 법리는 필요적 공범이나 임의적 공범이나를 구별함이 없이 모두 적용된다.

## 판례
절대적 친고죄에 있어서는 공범 중 1인에 대한 고소의 효력은 전원에 대하여 미친다. 반면, 친족상도례의 경우와 같이 범인과 피해자사이에 일정한 신분관계가 있는 경우에만 친고죄로 되는 상대적 친고죄에 있어서는 비신분자에 대한 고소의 효력은 신분관계 있는 공범에게는 미치지 아니하며, 신분관계 있는 자에 대한 고소취소는 비신분자에게 효력이 없다.

## 같이 보기
- 고소